# Eiskeller

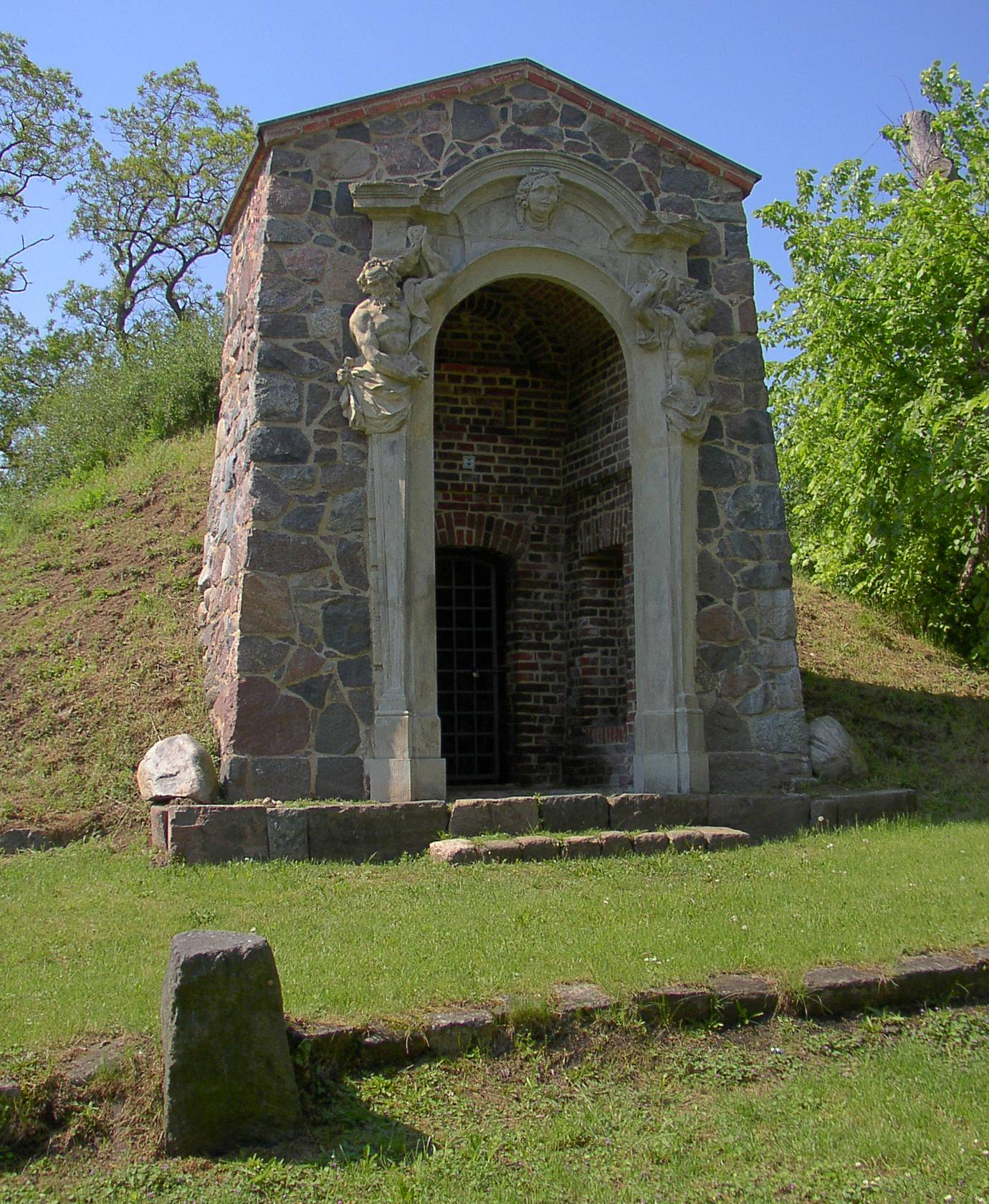
Eingang zu einem Eiskeller in Wustrau mit Glume-Hermen

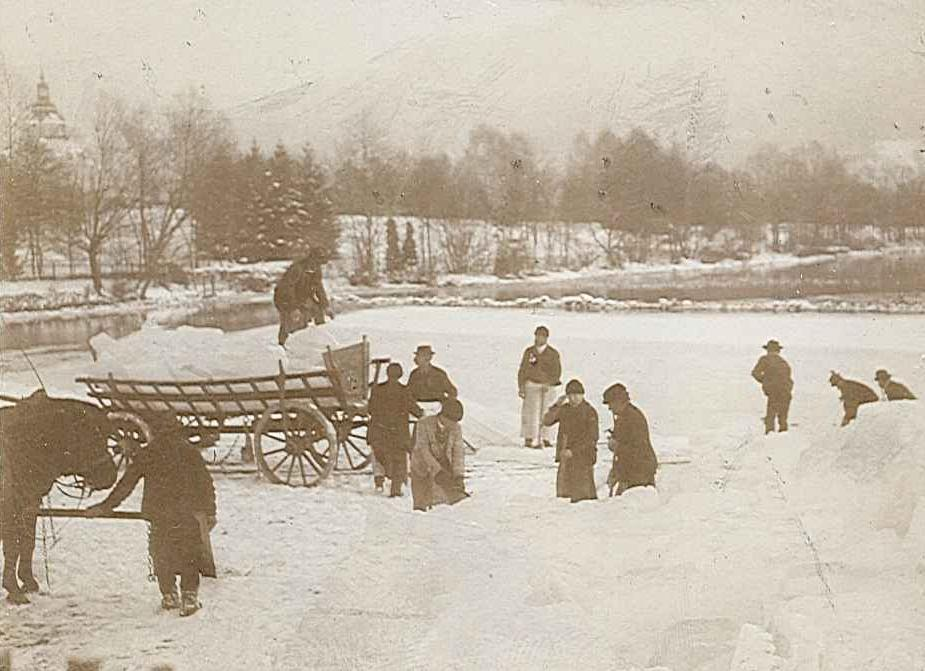
Brechen von Eis und Transport an einem österreichischen See, Dezember 1899

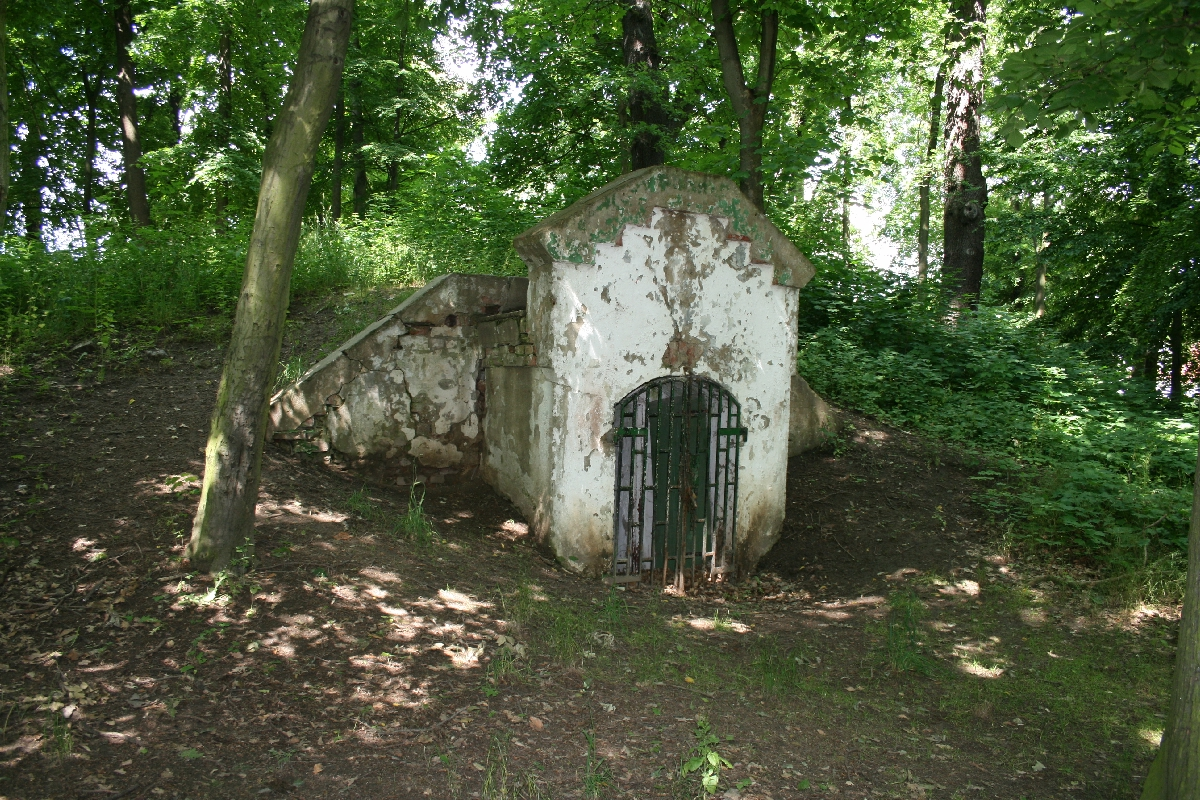
Zugang im Schatten

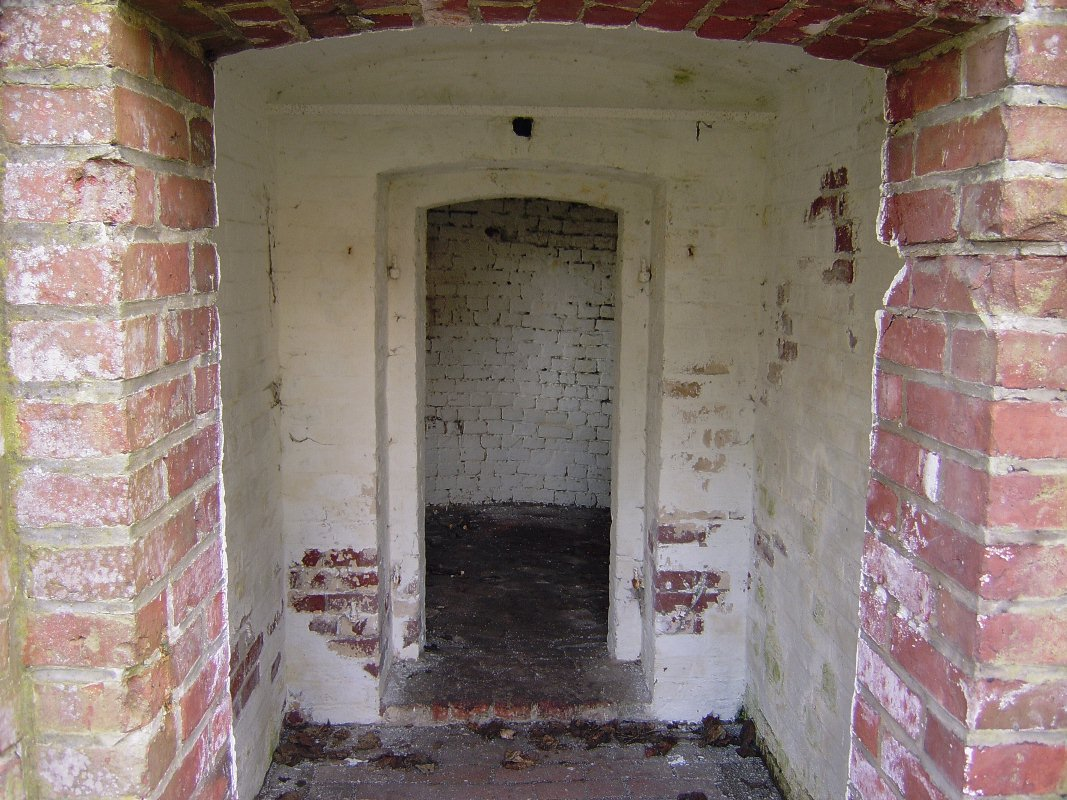
Eingangsschleuse

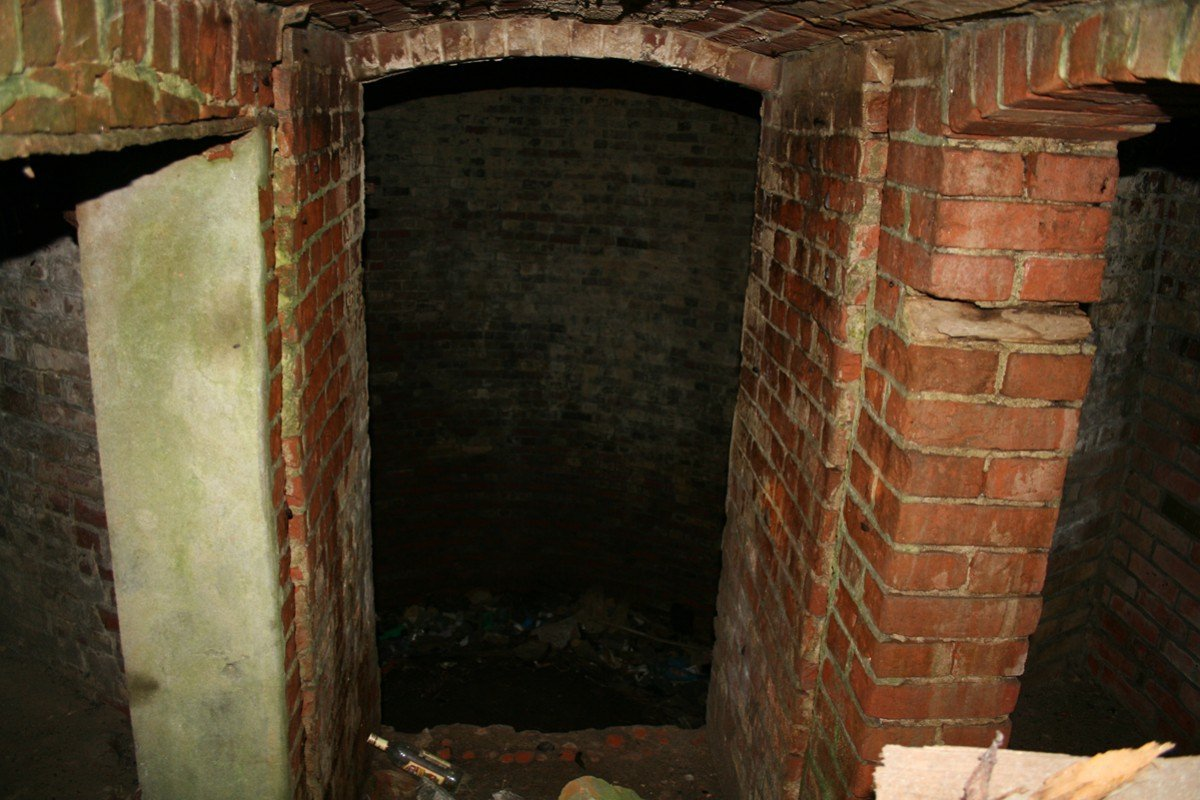
Eisraum, rechts und links die Lagerräume für Lebensmittel

Brodleys Eisgrube (1904)

Eiskeller in Potsdam (1904)

Eiskeller sind ganz oder teilweise unterirdische Bauwerke, die früher zur Lagerung und Aufbewahrung von Natureis dienten, welches übers Jahr zur Kühlung von Produkten oder für Herstellungsprozesse benutzt wurde. Mit der Einführung von Kältemaschinen Ende des 19. Jahrhunderts begann die Umstellung der Kühlung bei Großbetrieben und Brauereien; kleinere Eiskeller wurden aber weiterhin bis zum Anfang des 20. Jahrhunderts errichtet und vereinzelt noch bis in die 1950er Jahre genutzt. Die meisten Eiskeller sind heute abgerissen, zugeschüttet oder verfallen. Nur wenige Eiskeller wurden restauriert bzw. werden noch genutzt; sie werden beispielsweise als Überwinterungsquartier für Fledermäuse hergerichtet oder zum Pilzanbau genutzt.

## Nutzung
Bis zum Anfang des 18. Jahrhunderts beschränkte sich die Nutzung der Eiskeller auf die wohlhabende Bevölkerung. Eiskeller aus dieser Zeit standen daher überwiegend in der Nähe von Gutshäusern oder Schlössern. Der Bedarf an Kühlräumen wuchs erst mit dem Beginn der Industrialisierung.

„Eis findet mannigfache Verwendung in der Technik, besonders in der Bierbrauerei, bei der Darstellung von Spiritus und Paraffin, bei der Gewinnung von Glaubersalz, in Sennereien und Milchwirtschaften, in Konditoreien zur Darstellung von Gefrornem, zum Kühlen von Getränken, zu Kältemischungen, im Haushalt, zur Konservierung von Fleisch und Fleischwaren beim Transport und in Schlachthäusern, zur Kühlung der Eisenbahnwagen im Sommer und der Wohnungen in den Tropen etc. […] In der Chirurgie ist das Eis ein sehr wirksames Mittel bei Blutungen […].“

## Anforderungen an einen Eiskeller
Der Eiskeller erhält eine kühle, geschützte und trockene Lage in nicht zu weiter Entfernung von der Verbrauchsstelle. Seine Südseite wird entweder durch den Schatten eines benachbarten Gebäudes oder durch die Anpflanzung schattenspendender, schnellwüchsiger Bäume und Sträucher vor der Einwirkung der Sonnenstrahlen geschützt. Der Eingang liegt nach Norden, und die zur Entnahme des Eises dienende Öffnung ist möglichst klein und möglichst hoch liegend anzuordnen. Der Eisbehälter ist gegen die Bodenwärme sowie die obere seitliche warme Luft zu sichern. Eiskellerwände werden am besten massiv ausgeführt. Es eignen sich hierzu etwa 0,75 m bis 1 m und mehr starke Ziegelmauern mit ein, zwei, am besten drei Luftschichten von 7 bis 8 cm Stärke. Die Luftschichten können auch, falls das Mauerwerk ganz wasserdicht hergestellt wird, sehr zweckmäßig mit Torfmull, porösen Schlacken oder Schlackenwolle ausgefüllt werden.
Die Temperatur des Erdbodens entspricht – unter Vernachlässigung der jahreszeitlichen Schwankungen – der durchschnittlichen Jahresmitteltemperatur und beträgt in Deutschland 8 bis 10 °C.
Der Eisraum wird möglichst in Zylinderform oder Halbkugelform konstruiert, da hier ein besseres Verhältnis von Oberfläche zum Inhalt besteht als bei einem rechteckigen Raum. Gleichzeitig bietet der runde Grundriss gegenüber dem seitlichen Erddruck einen besseren Widerstand. Grund- und Tageswasser sind fernzuhalten. Bei einem hohen Grundwasserspiegel liegen die Eiskeller in der Regel nicht vollständig unterirdisch. Der oberirdische Bereich ist dann mit einem Erdhügel abgedeckt. Das Schmelzwasser muss leicht abzuleiten sein, möglichst unter Anwendung eines Wasserverschlusses (Schwanenhalses), um den Eintritt warmer Luft durch die Ableitung zu verhüten. Ist der Untergrund ein sehr durchlässiger, also Kies- oder Sandboden, so kann das Schmelzwasser von selbst in diesen versickern. Das Schwitzwasser, das sich dadurch bildet, dass das Schmelzwasser die Luft im Eisraum anfeuchtet und diese sich an Mauerwände und Decke abschlägt, wirkt besonders durch Abtropfen von der steinernen Decke nachteilig, indem es wieder das Schmelzen des Eises fördert. Bei massiven gewölbten Decken wird es deshalb vorteilhaft durch Schweißrinnen aufgefangen und von diesen seitlich an die Wand geführt. Eiskeller von weniger als 30 m³ Inhalt sind nicht zweckmäßig, da die Umfassungsfläche im Vergleich zum Inhalt zu groß wird. Der Eisraum musste groß genug sein, um einen Vorrat an Eis bis zum nächsten Winter aufzubewahren. Um auch nach einem warmen Winter genügend Eis zu haben, wurde empfohlen, einen Eisvorrat für zwei Jahre einzulagern. Nach warmen Wintern war es andernfalls erforderlich, Eis zu importieren. Einer der größten Eisexporteure war damals Norwegen.
Bevor im Winter das Eis eingebracht wird, müssen sämtliche Türen des Eisraumes bei Frost geöffnet werden, so dass der Eisraum ausdünsten und abkühlen kann. Die Eisstücke müssen dicht gelagert werden. Ein festes Zusammenfrieren der einzelnen Stücke wird erreicht durch Aufschütten von Salz auf jede Schicht. Fleisch darf nicht unmittelbar in die Eisräume kommen oder auf das Eis gelegt werden, weil es leicht beschlägt, denn infolge der feuchten Luft bildet sich eine gallertartige, aus Schimmelpilzen bestehende Schicht, die dem Fleisch ein unansehnliches Aussehen gibt und ein baldiges Verderben verursacht.

## Geschichte (mediterran)
Eiskeller (spanisch nevería oder katalanisch Pou de glaç = „Eisbrunnen“, „Kühlhaus“, „Schneehaus“, „Schneebrunnen“ oder „Brunnenhöhle“) sind in Spanien seit dem 16. Jahrhundert genutzte Konstruktionen, die in den Bergen, wo es im Winter schneite, durch Ausschachten eines überwiegend eingetieften Brunnenraumes erzeugt wurde. Dieser wurde mit Schnee oder Eis gefüllt, welches für den Rest des Jahres als Kühlmittel diente. Im Allgemeinen sind neverías oder Pous de glaç Rundbauten, deren oberer Teil mit einer Gewölbedecke geschlossen wurde, die kleinere Öffnungen hatte, um die Befüllung sowie die Entnahme von Schnee und Eis zu ermöglichen.
Bevor es Eisfabriken gab, wurde die Lagerung und Verteilung von Eis zu einem wichtigen Geschäft, an dem im mediterranen Raum ein bedeutender Teil der ländlichen Bevölkerung beteiligt war. Es gibt Beispiele aus dem gesamten Mittelmeerraum. Wann die Nutzung von Eis zur Kühlung begann, ist ungeklärt. Etwa um 3000 v. Chr. sollen Ägypter und Mesopotamier natürliches Eis genutzt haben, um Lebensmittel länger haltbar zu machen. Von den Römern ist bekannt, dass sie sich Eis aus den Bergen viel kosten ließen. Ein Bericht des römischen Dichters Marcus Valerius Martialis, besagt, dass das Eis oft teurer war als der damit gekühlte Edelwein. Kaiser Nero (37 bis 68 n. Chr.) soll eine Läuferkette zwischen Rom und den Albaner Bergen eingerichtet haben, um an frisches Eis zu kommen. Im Mittelmeerraum herrschte über Jahrhunderte ein blühender Handel mit Eis, der später jedoch in Vergessenheit geriet. Im Mittelalter sorgten Nischen in Holzwänden für Kühle. Auch Erdlöcher im Garten oder in Gewässern wurden zur Kühlung herangezogen. Der Keller war eine Möglichkeit, Lebensmittel in Holzfässern oder in Tongefäßen auf Vorrat zu halten. Die Nutzung von Eis fand im großen Stil erst wieder zwischen dem 16. und 19. Jahrhundert statt und dauerte bis zur Mitte des 20. Jahrhunderts, als sie mit Erscheinen der Kühlschränke allmählich in Vergessenheit geriet. Bis dahin war die Konservierung von Lebensmitteln nur durch Einsalzen, Räuchern, Trocknen oder der Verwendung von Schnee möglich. Letzteres war die Grundlage für einen Beruf, der bis etwa 1931 bestand.
Auf Mallorca befinden sich die Schneehäuser in den Bergen der Serra de Tramuntana, wie Puig Major, Puig des Teix und Massanella.

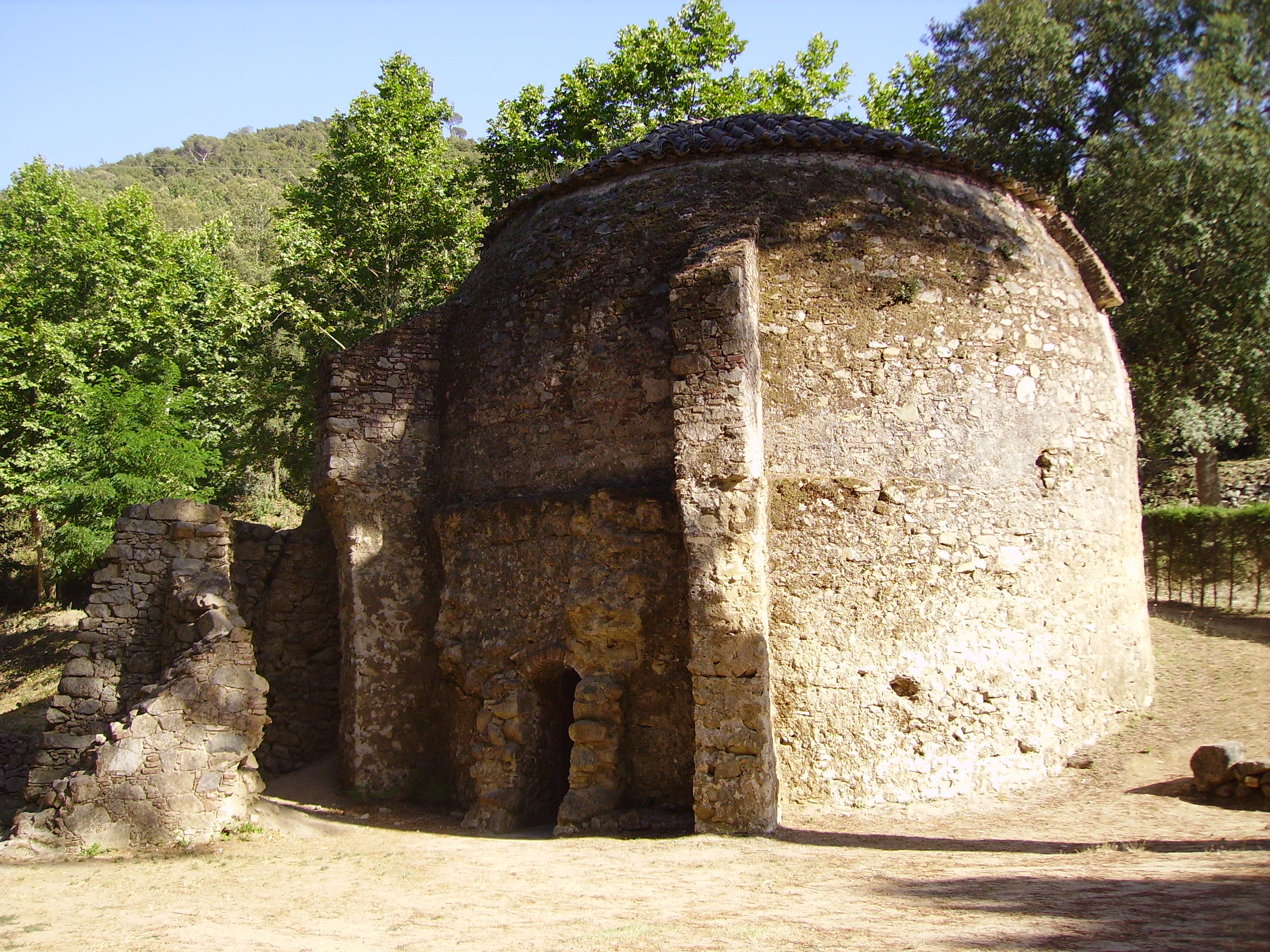
Canyamars, Katalonien
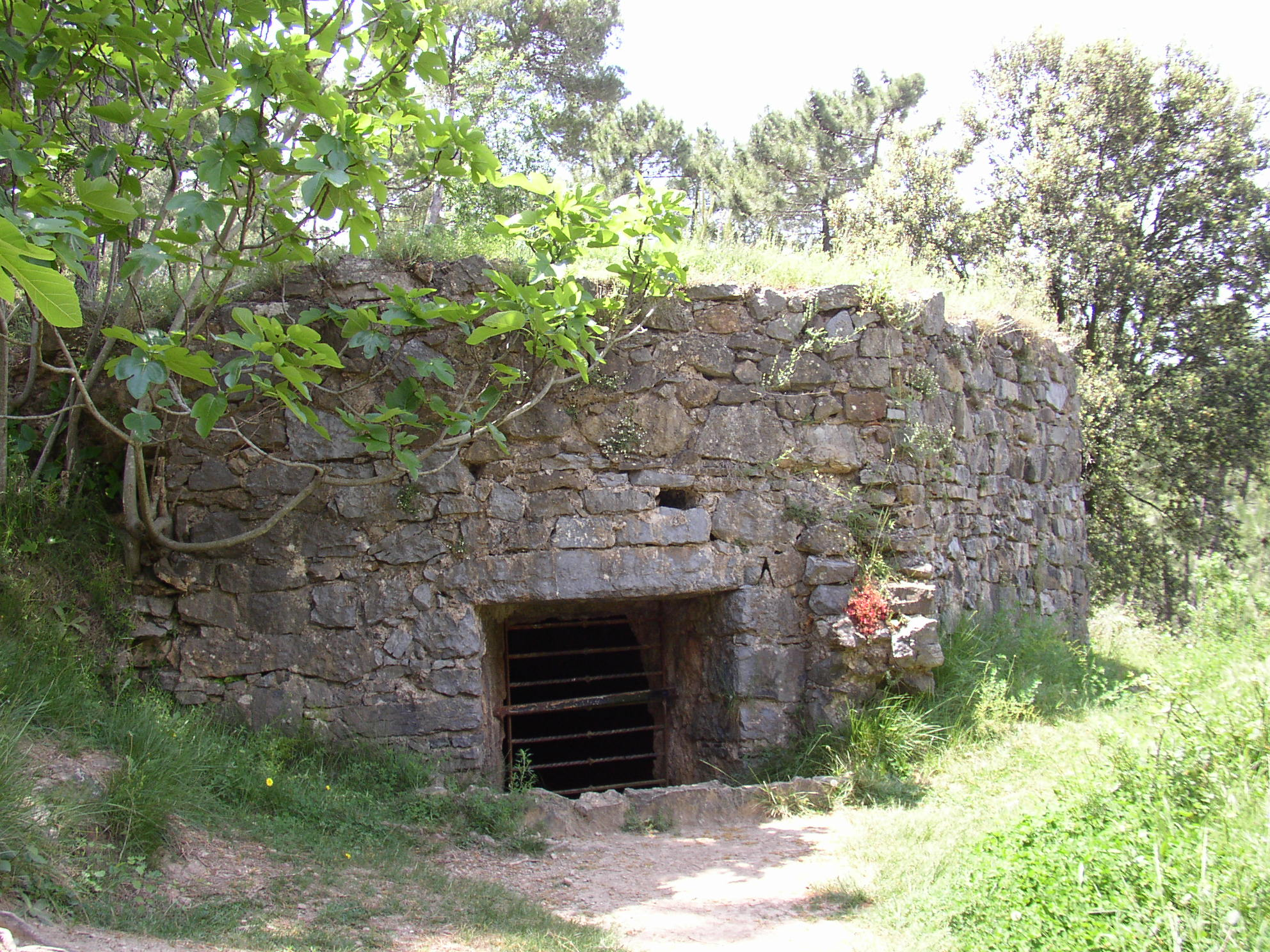
Almonacid, Valencia
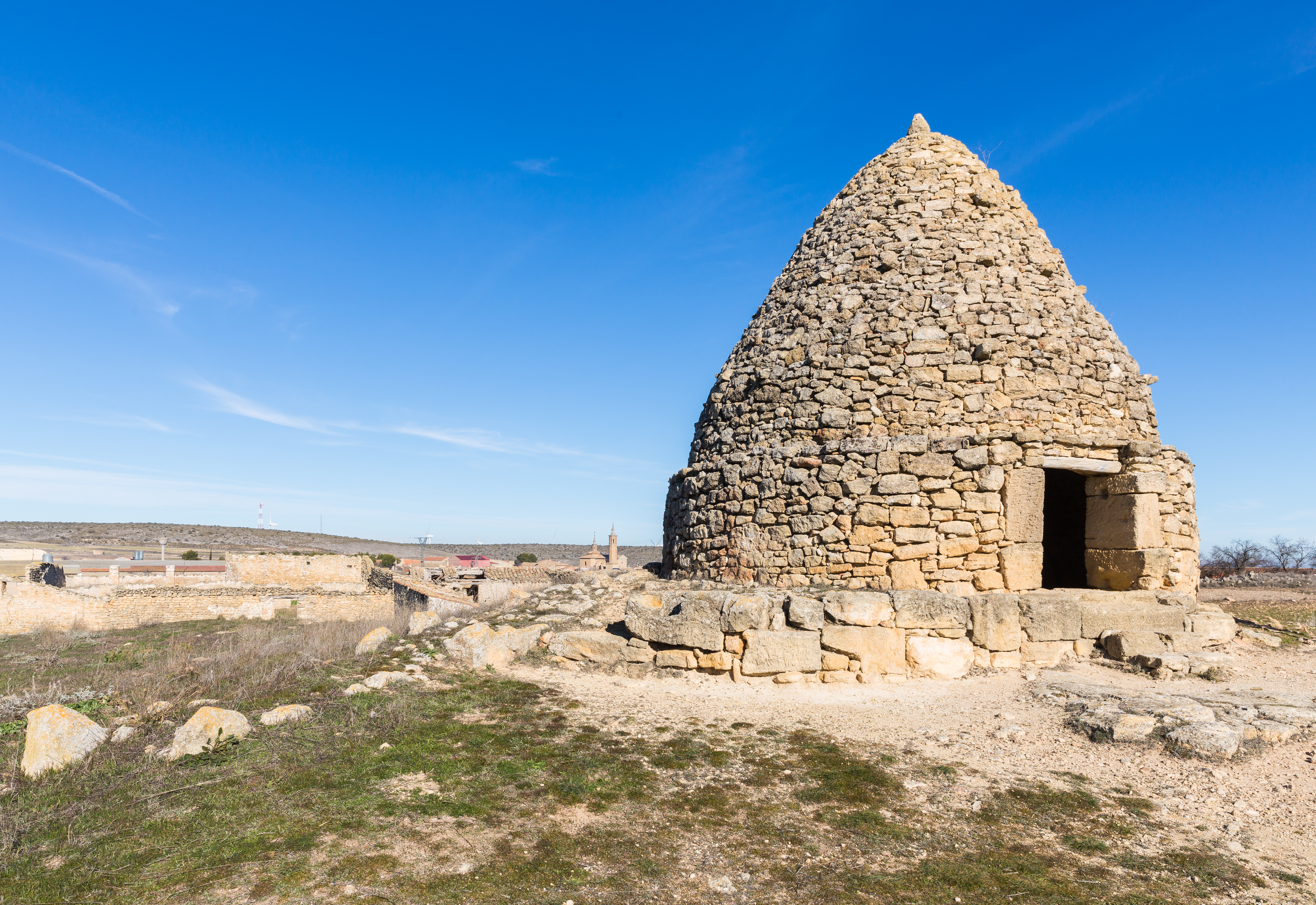
Fuendetodos, Aragonien
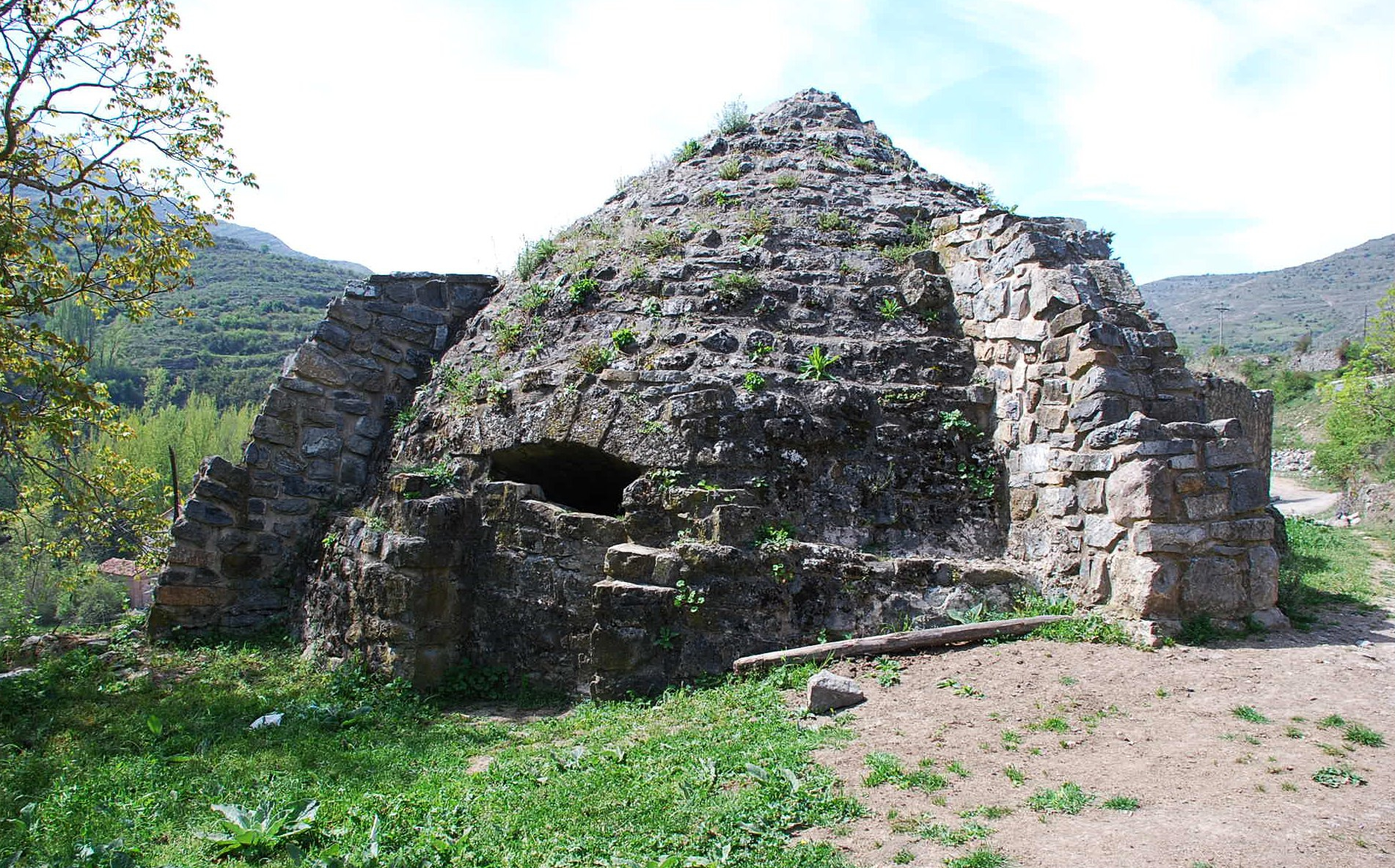
Soto en Cameros, Rioja

## Eiskeller der Brauereien

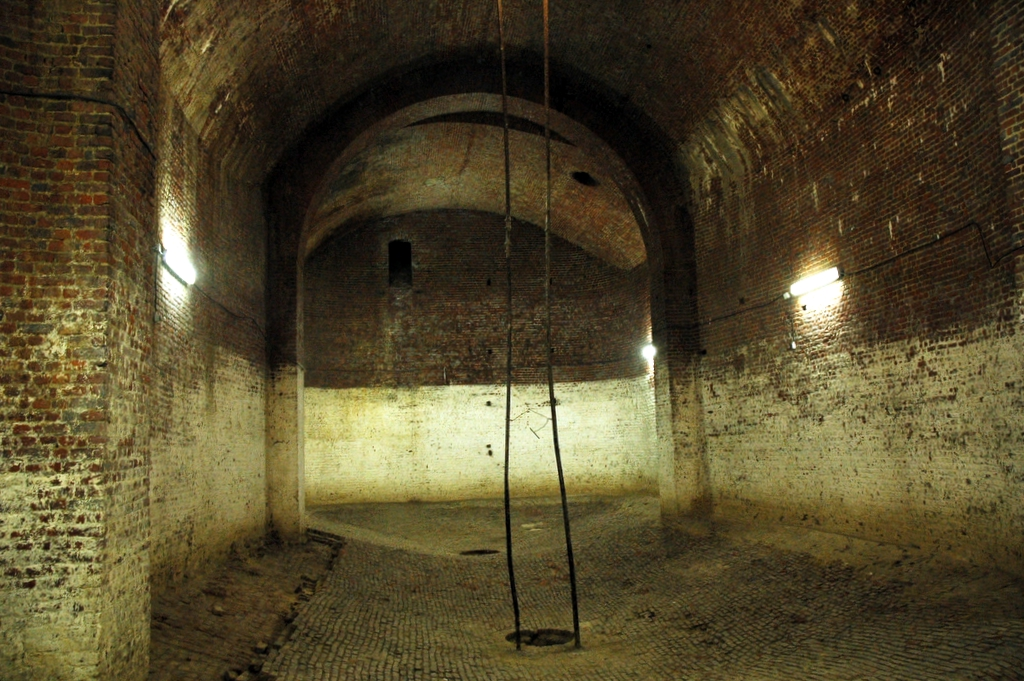
Eiskeller im belgischen Etterbeek

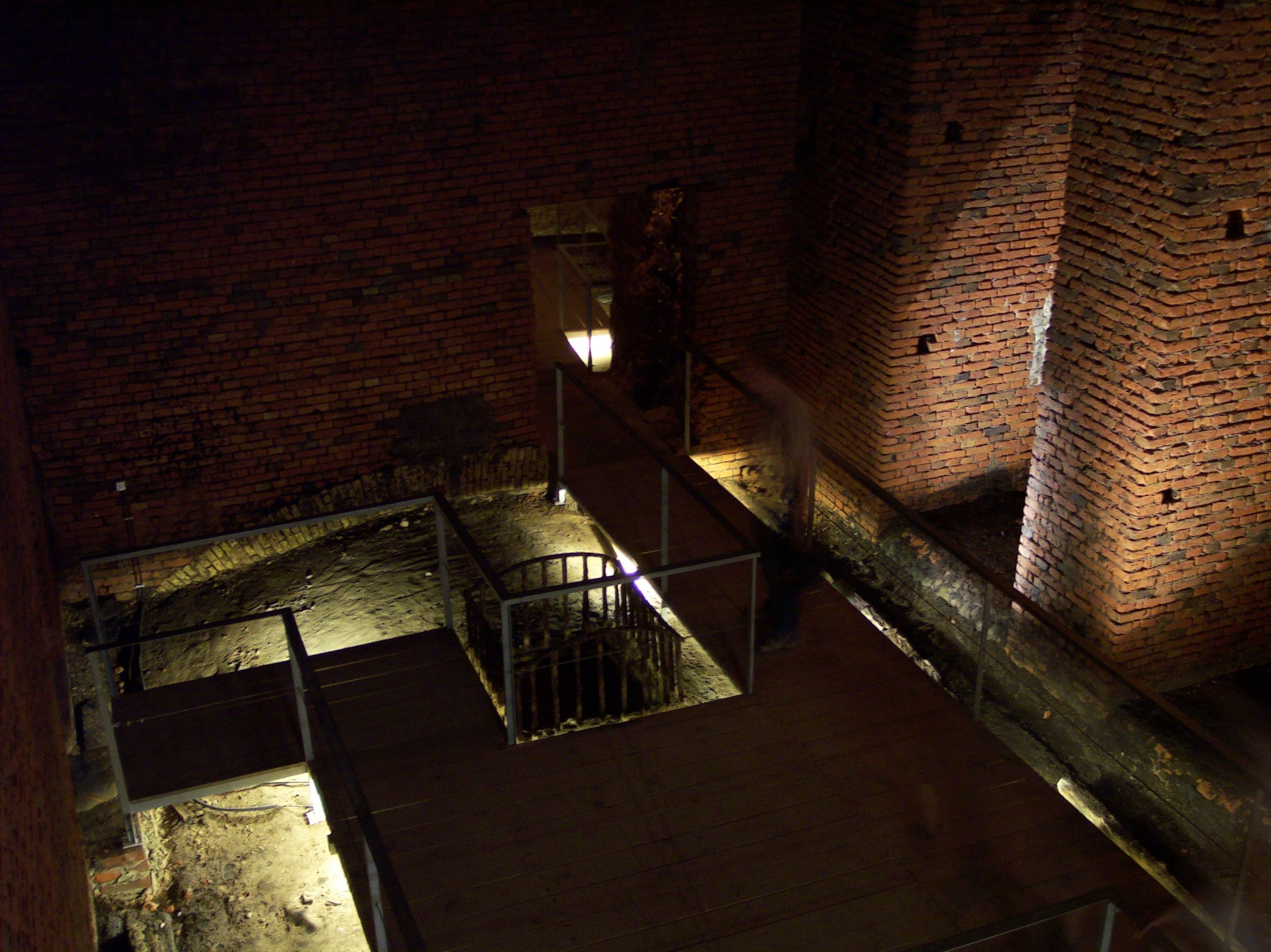
Blick in den Eiskeller Altenberge

Beim Brauen von untergärigem Bier sind die Brauereien auf eine wirksame Kühlung angewiesen. Neben der raschen Abkühlung der heißen Würze auf eine Temperatur von 4 °C bis 6 °C und der Kühlung der Gärkeller auf diese Temperaturen muss der Lagerkeller auf Temperaturen von maximal 2 °C gehalten werden. Bei einer Brauerei von 20.000 hl jährlicher Produktion wurde mit einem Eisverbrauch von 2500 Tonnen Eis gerechnet. Die Gär- und Lagerkeller der Großbrauereien erstreckten sich über mehrere 100 m² und lagen teilweise übereinander in zwei Etagen. Es war daher eine wirksame Luftzirkulation erforderlich, um die ausgedehnten Lagerräume gleichmäßig zu kühlen. Dazu wurde der Eisraum höher gelegt als der zu kühlende Raum. Die kalte, schwere Luft aus dem Eisraum sinkt auf den Boden und verdrängt die erwärmte Luft aus dem Keller. Leere Lagerräume waren von der Kühlung abzutrennen, damit der Eisverbrauch möglichst niedrig gehalten werden konnte. Eine ausreichende Lüftung war weiterhin notwendig, um Schimmelbildung zu verhindern und um das beim Gärprozess entstehende Kohlendioxid abzuführen. Wenn die Außentemperatur im Winter unter der Temperatur im Lagerkeller lag, sollte der Keller mit Außenluft belüftet werden, um den Eisverbrauch zu senken. Die ersten Großbrauereien nutzten bereits seit den 1870er-Jahren Kältemaschinen, um von der Eisbildung im Winter unabhängig zu werden. Dadurch konnten auch die vorhandenen Eisräume als zusätzlicher Lagerraum umgenutzt werden.
Zum Beispiel lieferte Zell am See Eis für deutsche Brauereien. Im Winter 1883/84 wurden 1905 Waggonladungen Eis nach Deutschland verfrachtet. Im Jahr 1930 soll die Brauerei Kaltenhausen in Hallein der Hauptabnehmer des Zeller Eises gewesen sein (180 Waggons).

## Beispiele
- Bauzeichnung Eiskeller Villa Haas
- Eiskeller der „Anstalt für Irre und Epileptische“, Frankfurt
- Eiskeller der Riederberg-Restauration von Wiesbaden (Baujahr 1852)
- Schneehäuser auf Mallorca
- Der Eiskeller im Anna-Kinderspital in Graz, errichtet 1875/77, nahm 1/11 der Nutzflächen des Kellergeschosses ein, lag fensterlos unter dem Haupteingang und war über 4 Stufen abwärts von einem Vorkeller aus begehbar.
- Felsenkeller Moritzberg
- Eiskeller Altenberge
- Der im Gutspark von Jersbek gelegene Eiskeller, ein inzwischen restauriertes Kunstdenkmal, wurde unter Benedikt von Ahlefeldt um 1736/37 auf einer natürlichen Anhöhe errichtet. Der auf Anfrage zu besichtigende Eiskeller ist für die heutige, durch Technik und Maschinen geprägte Zeit noch ein Relikt aus der vorindustriellen Epoche.[10][11] Wolfgang Burow, der 1958 seine Lehre als Kupferschmied bei den Hamburger Howaldtswerken begann, wurde als Pensionär von Jersbeks Bürgermeister, Gerd-Wilhelm Nuppenau, am 1. März 1998 zum „Ehrenamtlichen Eiskellerwart“ ernannt.[12]